# Franz-Werner Kersting
Franz-Werner Kersting  (* 2. März 1955 in Lippstadt) ist ein deutscher Historiker. Er ist seit 2006 außerplanmäßiger Professor für Neuere und Neueste Geschichte an der Universität Münster.

## Leben
Kersting studierte von 1975 bis 1981 Geschichte, Germanistik und Pädagogik an der Universität Münster und legte dort 1981 das Erste Staatsexamen für das Lehramt in den Sekundarstufen I und II ab. Von 1981 bis 1984 war er Promotionsstipendiat der Friedrich-Naumann-Stiftung und promovierte 1987 bei Heinz Gollwitzer an der Universität Münster mit einer Arbeit zu Militär und Jugend im NS-Staat. Von 1986 bis 1996 war er Lehrbeauftragter am Historischen Seminar der Universität Münster. 1997 habilitierte er sich an der Universität Siegen mit der Studie Anstaltsärzte zwischen Kaiserreich und Bundesrepublik.
2003 wurde er an der Universität Siegen zum außerplanmäßigen Professor ernannt. Seit 2006 wirkt er als außerplanmäßiger Professor für Neuere und Neueste Geschichte an der Universität Münster.
Zu den Forschungsschwerpunkten Kerstings zählen die Geschichte des Nationalsozialismus, Gesellschaftsgeschichte der Bundesrepublik Deutschland und internationale Geschichte des 19. Und 20. Jahrhunderts. Zudem führt er Forschungsprojekte zur Psychiatriegeschichte und Stadt-Land-Beziehungen im 20. Jahrhundert durch. Er ist u. a. Mitglied der Historischen Kommission für Westfalen und im Arbeitskreis zur Erforschung der nationalsozialistischen „Euthanasie“.

## Schriften (Auswahl)
- Militär und Jugend im NS-Staat. Rüstungs- und Schulpolitik der Wehrmacht. Deutscher Universitätsverlag, Wiesbaden 1989 (Zugl.: Münster (Westfalen), Univ., Diss., 1987), ISBN 978-3-8244-4027-6.
- Anstaltsärzte zwischen Kaiserreich und Bundesrepublik. Das Beispiel Westfalen. Schöningh, Paderborn 1996 (Zugl.: Siegen, Univ., Habil.-Schr., 1996), ISBN 978-3-506-79589-2.
- (Hrsg.) Jugend vor einer Welt in Trümmern. Erfahrungen und Verhältnisse der Jugend zwischen Hitler- und Nachkriegsdeutschland. Juventa, München 1998, ISBN 978-3-7799-1128-9.
- (Hrsg.) Psychiatriereform als Gesellschaftsreform. Die Hypothek des Nationalsozialismus und der Aufbruch der sechziger Jahre. Schöningh, Paderborn 2003, ISBN 978-3-506-79619-6.
- (Hrsg.) Sozialarbeit in der Psychiatrie. Erinnerungen an den Reformaufbruch in Westfalen (1960–1980). Ardey, Münster 2016, ISBN 978-3-87023-384-6.